# Матч СССР — США по лёгкой атлетике 1969
Матч СССР — США — Содружество наций по лёгкой атлетике 1969 года прошёл в Лос-Анджелесе 18—19 июля. В матче впервые участвовала третья команда — Содружества наций.
В рамках соревнования проходили два матча: СССР — США и США — Содружество наций. Сборная США выиграла оба своих матча, как у мужчин, так и у женщин. Единственный раз в истории матчей советская женская команда проиграла своим заокеанским соперницам. Подсчёт очков во встрече СССР — команда Британского содружества официально не вёлся. Неофициально счёт в этом матче был бы в пользу команды СССР и у мужчин и у женщин.
В отличие от предыдущих матчей, проходивших в США, соревнования организовывала не редакция местной газеты, а калифорнийская легкоатлетическая федерация.
На матче было объявлено, что в марте следующего, 1970 года в Америке пройдёт первый матч сборных команд СССР — США в помещении. Однако пройдёт ещё два года, прежде чем 17 марта 1972 года этот матч состоится в столице штата Виргиния Ричмонде.

## Стадион
На стадионе Лос-Анджелеса была устаревшая гаревая дорожка невысокого качества. Тартаном был покрыт сектор для прыжков в длину. Прыгуны в высоту начинали разбег на траве и заканчивали на тартане.

## Соревнования
Вокруг матча отсутствовал ажиотаж. Его посетили 25—30 тысяч зрителей. Не было на этом матче специальных корреспондентов советских газет; советское телевидение не вело с него трансляции.

## Результаты

### Общий зачёт
В скобках счёт после первого дня
|         | СССР — США | СССР — США | colspan=2         | США — Содружество | СССР — Содружество (неофициально) | СССР — Содружество (неофициально) |
| СССР    | США        | США        | Содружество наций | СССР              | Содружество наций                 |                                   |
| ------- | ---------- | ---------- | ----------------- | ----------------- | --------------------------------- | --------------------------------- |
| Мужчины | 110 (56)   | 125 (62)   | 137               | 95                | 128,5                             | 105,5                             |
| Женщины | 67 (36)    | 70 (38)    | 81                | 56                | 87                                | 50                                |
| Всего   | 177        | 195        | 218               | 151               | 215,5                             | 155,5                             |

### Личный зачёт
- Спортсмены команды Британского Содружества показаны под флагами своих стран

#### 100 метров
| Мужчины | Мужчины         | Мужчины   | Женщины | Женщины         | Женщины   |
| Место   | Спортсмен       | Результат | Место   | Спортсменка     | Результат |
| ------- | --------------- | --------- | ------- | --------------- | --------- |
| 1       | Джон Карлос     | 10,3      | 1       | Барбара Феррелл | 11,5      |
| 2       |                 |           | 2       |                 |           |
| 3       | Дон Кворри      | 10,4      | 3       |                 |           |
| 4       | Владислав Сапея | 10,4      | 4       | Людмила Жаркова | 11,9      |
| 5       | Леонид Микишев  | 10,6      | 5       | Раэлин Бойл     | 12,0      |
| 6       |                 |           | 6       | Марион Хоффман  | 12,0      |

#### 200 метров
| Мужчины | Мужчины        | Мужчины   | Женщины | Женщины            | Женщины      |
| Место   | Спортсмен      | Результат | Место   | Спортсменка        | Результат    |
| ------- | -------------- | --------- | ------- | ------------------ | ------------ |
| 1       | Джон Карлос    | 20,3      | 1       | Барбара Феррелл    | 23,1         |
| 2       |                |           | 2       |                    |              |
| 3       |                |           | 3       | Людмила Самотёсова | 23,9         |
| 4       | Николай Иванов | 21,4      | 4       | Раэлин Бойл        | без времени  |
| 5       | Юрий Зорин     | 46,8      | 5       | Людмила Голомазова | без времени. |
| 6       |                |           | 6       | Пенелопа Ховарт    | без времени  |

#### 400 метров
| Мужчины | Мужчины             | Мужчины   | Женщины | Женщины            | Женщины   |
| Место   | Спортсмен           | Результат | Место   | Спортсменка        | Результат |
| ------- | ------------------- | --------- | ------- | ------------------ | --------- |
| 1       | Ли Эванс            | 45,3      | 1       | Кэти Хэммонд       | 53,0      |
| 2       |                     |           | 2       | Таисия Ковалевская | 54,2      |
| 3       |                     |           | 3       | Анна Дундаре       | 54,4      |
| 4       | Александр Братчиков | 46,8      | 4       |                    |           |
| 5       |                     |           | 5       |                    |           |
| 6       |                     |           | 6       |                    |           |

#### 800 метров
| Мужчины | Мужчины            | Мужчины   | Женщины | Женщины          | Женщины   |
| Место   | Спортсмен          | Результат | Место   | Спортсменка      | Результат |
| ------- | ------------------ | --------- | ------- | ---------------- | --------- |
| 1       | Юрис Лузинс        | 1.46,7    | 1       | Мэделин Мэннинг  | 2.03,8    |
| 2       |                    |           | 2       | Алла Колесникова | 2.06,0    |
| 3       |                    |           | 3       |                  |           |
| 4       | Михаил Желобовский | 1.47,8    | 4       |                  |           |
| 5       |                    |           | 5       |                  |           |
| 6       | Иван Иванов        | 1.49,0    | 6       |                  |           |

#### 1500 метров
| Мужчины | Мужчины            | Мужчины   | Женщины | Женщины          | Женщины    |
| Место   | Спортсмен          | Результат | Место   | Спортсменка      | Результат  |
| ------- | ------------------ | --------- | ------- | ---------------- | ---------- |
| 1       | Марти Ликвори      | 3.40,1    | 1       | Людмила Брагина  | 4.16,0 NR* |
| 2       | Михаил Желобовский | 3.40,4    | 2       | Дорис Браун      | 4.16,8 NR* |
| 3       |                    |           | 3       | Алла Колесникова | 4.19,9     |
| 4       |                    |           | 4       | Фрэнсис Ларьё    | 4.28,1     |
| 5       |                    |           | 5       |                  |            |
| 6       |                    |           | 6       |                  |            |

#### 5000 метров
| Место | Спортсмен          | Результат |
| ----- | ------------------ | --------- |
| 1     | Рашид Шарафетдинов | 13.58,8   |
| 2     |                    |           |
| 3     | Джерри Линдгрен    | 14.02,1   |
| 4     | Кэрри О'Брайен     | 14.24,8   |
| 5     | Стив Префонтейн    | 14.40,0   |
| 6     |                    |           |

#### 10 000 метров
| Место | Спортсмен        | Результат |
| ----- | ---------------- | --------- |
| 1     | Рон Кларк        | 28.35,4   |
| 2     | Николай Свиридов | 28.49,8   |
| 3     |                  |           |
| 4     | Степан Байдюк    | 29.22,4   |
| 5     |                  |           |
| 6     |                  |           |

#### 110/100 метров с барьерами
| Мужчины | Мужчины         | Мужчины   | Женщины | Женщины      | Женщины   |
| Место   | Спортсмен       | Результат | Место   | Спортсменка  | Результат |
| ------- | --------------- | --------- | ------- | ------------ | --------- |
| 1       | Вилли Дэвенпорт | 13,5      | 1       | Пэм Килборн  | 13,5      |
| 2       |                 |           | 2       | Мэми Раллинз | 13,6      |
| 3       |                 |           | 3       |              |           |
| 4       |                 |           | 4       | Лия Хитрина  | 13,9      |
| 5       |                 |           | 5       |              |           |
| 6       |                 |           | 6       |              |           |

#### 400 метров с барьерами
| Место | Спортсмен | Результат |
| ----- | --------- | --------- |
| 1     | Ник Ли    | 49,7      |
| 2     |           |           |
| 3     |           |           |
| 4     |           |           |
| 5     |           |           |
| 6     |           |           |

#### 3000 метров с препятствиями
| Место | Спортсмен         | Результат   |
| ----- | ----------------- | ----------- |
| 1     | Александр Морозов | 8.26,0 =NR* |
| 2     | Кэрри О'Брайен    | 8.26,8      |
| 3     |                   |             |
| 4     |                   |             |
| 5     | Лазарь Народицкий | 8.51,8      |
| 6     |                   |             |

#### Ходьба 20 км
| Место | Спортсмен           | Результат |
| ----- | ------------------- | --------- |
| 1     | Поль Нахил          | 1:31.49,8 |
| 2     | Владимир Голубничий | 1:32.11,0 |
| 3     | Рон Лэйрд           | 1:32.27,0 |
| 4     | Николай Смага       | 1:32.51,4 |
| 5     |                     |           |
| 6     |                     |           |

#### 4×100 метров
| Мужчины | Мужчины                                                                 | Мужчины   | Женщины | Женщины                                                                       | Женщины   |
| Место   | Команда                                                                 | Результат | Место   | Команда                                                                       | Результат |
| ------- | ----------------------------------------------------------------------- | --------- | ------- | ----------------------------------------------------------------------------- | --------- |
| 1       | Содружество наций Грег Льюис Питер Норман Дон Кворри Леннокс Миллер     | 39,4      | 1       | Сборная Уилли Уайт Айрис Дэвис Милдретт Неттер Барбара Феррелл                | 45,1      |
| 2       | Сборная Айвори Крокетт Томас Рэндолф М. Грей Джон Карлос                | 39,5      | 2       | Сборная Людмила Жаркова Галина Бухарина Людмила Самотёсова Людмила Голомазова | 45,3      |
| 3       | Сборная Александр Лебедев Евгений Синяев Николай Иванов Владислав Сапея | 40,1      | 3       | Содружество наций Пенелопа Ховарт Ирене Питровски Раэлин Бойл Марион Хоффман  | 45,4      |

#### 4×400 метров
| Мужчины | Мужчины                                                                | Мужчины   | Женщины | Женщины                                                                     | Женщины    |
| Место   | Команда                                                                | Результат | Место   | Команда                                                                     | Результат  |
| ------- | ---------------------------------------------------------------------- | --------- | ------- | --------------------------------------------------------------------------- | ---------- |
| 1       | Сборная                                                                | 3.03,1    | 1       | Сборная Кэти Хэммонд Джарвис Скотт Эстер Строй Мэделин Мэннинг              | 3.33,4 WR* |
| 2       | Содружество наций                                                      | 3.06,8    | 2       | Сборная Раиса Никанорова Людмила Самотёсова Таисия Ковалевская Анна Дундаре | 3.38,7 NR* |
| 3       | Сборная Александр Конников Юрий Зорин Борис Савчук Александр Братчиков | 3.07,1    | 3       | Содружество наций                                                           | 3.47,4     |

#### Высота
| Мужчины | Мужчины           | Мужчины   | Женщины | Женщины          | Женщины   |
| Место   | Спортсмен         | Результат | Место   | Спортсменка      | Результат |
| ------- | ----------------- | --------- | ------- | ---------------- | --------- |
| 1       | Валентин Гаврилов | 2,21      | 1       | Валентина Козырь | 1,77      |
| 2       |                   |           | 2       |                  |           |
| 3       |                   |           | 3       |                  |           |
| 4       |                   |           | 4       |                  |           |
| 5       |                   |           | 5       |                  |           |
| 6       |                   |           | 6       |                  |           |

#### Шест
| Место | Спортсмен          | Результат |
| ----- | ------------------ | --------- |
| 1     | Роберт Сигрен      | 5,35      |
| 2     |                    |           |
| 3     | Геннадий Близнецов | 5,10      |
| 4     |                    |           |
| 5     |                    |           |
| 6     |                    |           |

#### Длина
| Мужчины | Мужчины            | Мужчины   | Женщины | Женщины     | Женщины   |
| Место   | Спортсмен          | Результат | Место   | Спортсменка | Результат |
| ------- | ------------------ | --------- | ------- | ----------- | --------- |
| 1       | Стэн Уитли         | 8,14      | 1       | Уилли Уайт  | 6,20      |
| 2       | Игорь Тер-Ованесян | 8,12      | 2       |             |           |
| 3       | Тыну Лепик         | 7,83      | 3       |             |           |
| 4       | Боб Бимон          | 7,66      | 4       |             |           |
| 5       | Фил Мей            | 7,34      | 5       |             |           |
| 6       |                    |           | 6       |             |           |

#### Тройной
| Место | Спортсмен      | Результат |
| ----- | -------------- | --------- |
| 1     | Виктор Санеев  | 16,91     |
| 2     | Николай Дудкин | 16,44     |
| 3     |                |           |
| 4     | Фил Мей        | 15,75     |
| 5     | Джон Крафт     | 15,33     |
| 6     |                |           |

#### Ядро
| Мужчины | Мужчины        | Мужчины   | Женщины | Женщины        | Женщины   |
| Место   | Спортсмен      | Результат | Место   | Спортсменка    | Результат |
| ------- | -------------- | --------- | ------- | -------------- | --------- |
| 1       | Карл Залб      | 19,71     | 1       | Надежда Чижова | 18,95     |
| 2       |                |           | 2       |                |           |
| 3       |                |           | 3       |                |           |
| 4       |                |           | 4       |                |           |
| 5       |                |           | 5       |                |           |
| 6       | Владимир Ляхов | 15,39     | 6       |                |           |

#### Диск
| Мужчины | Мужчины        | Мужчины   | Женщины | Женщины         | Женщины   |
| Место   | Спортсмен      | Результат | Место   | Спортсменка     | Результат |
| ------- | -------------- | --------- | ------- | --------------- | --------- |
| 1       | Владимир Ляхов | 61,60     | 1       | Тамара Данилова | 55,96     |
| 2       | Джей Сильвестр | 61,04     | 2       |                 |           |
| 3       |                |           | 3       |                 |           |
| 4       |                |           | 4       |                 |           |
| 5       |                |           | 5       |                 |           |
| 6       |                |           | 6       |                 |           |

#### Молот
| Место | Спортсмен          | Результат |
| ----- | ------------------ | --------- |
| 1     | Анатолий Бондарчук | 72,36     |
| 2     | Ромуальд Клим      | 72,36     |
| 3     | Джордж Френн       | 68,86     |
| 4     |                    |           |
| 5     |                    |           |
| 6     |                    |           |

1. ↑  по попыткам второй результат: Бондарчук — 72,32; Клим — 71,98

#### Копьё
| Мужчины | Мужчины    | Мужчины   | Женщины | Женщины         | Женщины   |
| Место   | Спортсмен  | Результат | Место   | Спортсменка     | Результат |
| ------- | ---------- | --------- | ------- | --------------- | --------- |
| 1       | Янис Лусис | 83,53     | 1       | К. Томпсон      | 53,30     |
| 2       |            |           | 2       | Нина Маракина   | 52,88     |
| 3       |            |           | 3       |                 |           |
| 4       |            |           | 4       |                 |           |
| 5       |            |           | 5       |                 |           |
| 6       |            |           | 6       | Тамара Данилова | 50,42     |

#### Десятиборье
| Место | Спортсмен       | Результат                                                     |
| ----- | --------------- | ------------------------------------------------------------- |
| 1     | Билл Туми       | 7938 (10,8—7,53—14,05—1,94—47,1—15,3—42,80—4,00—63,90—4.42,9) |
| 2     | Виктор Челноков | 7652 (11,0—6,76—14,90—1,91—48,9—17,5—49,50—4,00—69,77—4.45,3) |
| 3     | Янис Ланка      | 7594 (11,1—6,95—15,58—1,88—49,5—15,3—47,34—3,80—55,78—4.44,4) |
| 4     | Джефф Смит      | 7100                                                          |
| —     | Рик Слоан       | —                                                             |
| —     | Клив Лонг       | —                                                             |

1. ↑  На матч 1975 года он приехал как телекомментатор Си-би-эс
2. ↑  сошёл после прыжков в длину
3. ↑  сошёл после прыжков в высоту